# Carl Folcker
Carl Wilhelm Folcker  (Filipstad, 28 maart 1889 - Karlstad (gemeente), 3 juli 1911) was een Zweeds turner.
Folcker was onderdeel van de Zweedse ploeg die tijdens de Olympische Zomerspelen 1908  de gouden medaille won in de landenwedstrijd meerkamp. Folcker pleegde tijdens zijn diensttijd zelfmoord.

## Olympische Zomerspelen
| Jaar | Plaats | Resultaten |
| ---- | ------ | ---------- |
| 1908 | Londen | team       |